# 崔海山
崔海山（：／，1380年—1443年），朝鮮王朝初期武將、發明家。本貫永川崔氏。
崔海山是崔茂宣的兒子。他的父親是一位火藥發明家，長期致力於火藥研究。1395年父親去世後，崔海山整理了父親的遺稿，盡得火藥修鍊的秘密方法。1401年，被太宗任命為軍器寺主簿，後任京畿右道兵船軍器點考別監。1409年任軍器監丞，在解慍亭為太宗展示新發明的武器——火車。1424年任軍器判事，在廣延樓進行火炮發射演習。1431年任左軍同知摠制，後升工曹右參判，不久因精通軍器監的業務而被外放，出任判鏡城郡事，對付北方的女真人。1433年，以左軍節制使的身份，跟隨崔閏德參加討伐女真人的婆豬江戰鬥。他因戰鬥中的不當行為被言官彈劾。但因為精通火器而獲得世宗寬恕。此後歷任濟州按撫使、中樞院副使、江界節制使等職。

## 影視形象
- 《大王世宗》，2008年KBS電視劇，李對淵飾